# Stranded (film 1916 Ingraham)
Stranded è un film muto del 1916 diretto da Lloyd Ingraham.

## Trama
A causa del cambiamento dei gusti del pubblico, l'attore H. Ulysses Watts ha dovuto abbandonare il repertorio shakespeariano a favore del teatro di varietà, finendo a lavorare nel vaudeville con una compagnia di giro. Qui, l'attore si affeziona come un padre alla giovane trapezista e, quando Stoner, l'impresario, scappa con i soldi della cassa, lui e la ragazza si fermano insieme in una cittadina dove sembra che ci sia un revival delle opere di Shakespeare. Per non dar adito a pettegolezzi, i due fingono di essere padre e figlia ma, quando la ragazza sta per convolare a nozze con il proprietario di un albergo, riappare Stoner che minaccia di rivelare la verità. Watts racconta allo sposo di non essere il vero padre della ragazza, ma l'albergatore insiste ad andare avanti lo stesso con la cerimonia. Ma Stoner ha sparato al vecchio attore: Watts, pur se ferito gravemente, non rinuncia a recitare la scena della morte di Giulio Cesare davanti agli invitati al matrimonio. Solo dopo aver consegnato, come un vero padre, la sposa al suo promesso, può morire in pace.

## Produzione
Il film fu prodotto dalla Fine Arts Film Company con il titolo di lavorazione The Old Player. Fonti moderne attribuiscono la sceneggiatura a C. Gardner Sullivan. Una fonte riporta tra gli sceneggiatori anche il nome di Tod Browning.

## Distribuzione
Distribuito dalla Triangle Distributing, il film uscì nelle sale cinematografiche USA il 23 luglio 1916.